# العلاقات الفلبينية الكونغوية
العلاقات الفلبينية الكونغولية هي العلاقات الثنائية التي تجمع بين الفلبين وجمهورية الكونغو.

## مقارنة بين البلدين
هذه مقارنة عامة ومرجعية للدولتين:
| وجه المقارنة                                              | الفلبين                       | [[تصنيف:صفحات تستخدم رمز علم غير موجود\|]] جمهورية الكونغو |
| --------------------------------------------------------- | ----------------------------- | ---------------------------------------------------------- |
| المساحة (كم2)                                             | 343.45 ألف                    | 342.00 ألف                                                 |
| عدد السكان (نسمة)                                         | 104.92 مليون                  | 5.26 مليون                                                 |
| الكثافة السكانية (ن./كم²)                                 | 305.49                        | 15.38                                                      |
| العاصمة                                                   | مانيلا                        | برازافيل                                                   |
| اللغة الرسمية                                             | اللغة الفلبينية، لغة إنجليزية | لغة فرنسية                                                 |
| العملة                                                    | بيسو فلبيني                   | فرنك وسط أفريقي                                            |
| الناتج المحلي الإجمالي (بليون دولار)                      | 313.60 مليار                  | 8.72 مليار                                                 |
| الناتج المحلي الإجمالي (تعادل القوة الشرائية) بليون دولار | 743.90 مليار                  | 29.48 مليار                                                |
| الناتج المحلي الإجمالي الاسمي للفرد دولار أمريكي          | 2.90 ألف                      | 1.85 ألف                                                   |
| الناتج المحلي الإجمالي للفرد دولار أمريكي                 | 7.39 ألف                      |                                                            |
| مؤشر التنمية البشرية                                      | 0.668                         | 0.591                                                      |
| رمز المكالمات الدولي                                      | +63                           | +242                                                       |
| رمز الإنترنت                                              | .ph                           | .cg                                                        |
| المنطقة الزمنية                                           | توقيت الفلبين                 | ت ع م+01:00                                                |

## منظمات دولية مشتركة
يشترك البلدان في عضوية مجموعة من المنظمات الدولية، منها:
| علم المنظمة | اسم المنظمة                               | تاريخ انضمام الفلبين | تاريخ انضمام جمهورية الكونغو |
| ----------- | ----------------------------------------- | -------------------- | ---------------------------- |
|             | البنك الدولي للإنشاء والتعمير             | 27 ديسمبر 1945       | 10 يوليو 1963                |
|             | يونسكو                                    | 21 نوفمبر 1946       | 24 أكتوبر 1960               |
|             | منظمة التجارة العالمية                    | 1995                 | ?                            |
|             | وكالة ضمان الاستثمار متعدد الأطراف        | 8 فبراير 1994        | 16 أكتوبر 1991               |
|             | منظمة الشرطة الجنائية الدولية             | ?                    | ?                            |
|             | مؤسسة التمويل الدولية                     | 12 أغسطس 1957        | 1 أكتوبر 1980                |
|             | الأمم المتحدة                             | 24 أكتوبر 1945       | 20 سبتمبر 1960               |
|             | مؤسسة التنمية الدولية                     | 28 أكتوبر 1960       | 8 نوفمبر 1963                |
|             | الفريق المعني برصد الأرض                  | ?                    | ?                            |
|             | منظمة حظر الأسلحة الكيميائية              | ?                    | ?                            |
|             | المركز الدولي لتسوية المنازعات الاستشارية | 17 ديسمبر 1978       | 14 أكتوبر 1966               |

## وصلات خارجية
- موقع وزارة الخارجية الفلبينية